# Teodor Jeske-Choiński
Teodor Jeske-Choiński, ps. „M. Bogdanowicz”, „T.J. Orlicz”, „Pancerny”, „Habdank”, „Łada”, „Polikrates” (ur. 27 lutego 1854 w Pleszewie, zm. 14 kwietnia 1920 w Warszawie) – polski intelektualista, pisarz i historyk, publicysta konserwatywny, krytyk teatralny i literacki.

## Życiorys
Był synem urzędnika sądowego Fryderyka Jeskego i Franciszki z d. Choińskiej. Pobierał nauki w gimnazjach klasycznych w Śremie i Poznaniu, gdzie w 1872 otrzymał maturę. Studiował inżynierię drogową na Politechnice we Wrocławiu, filozofię na Uniwersytecie w Pradze i literaturę w Wiedniu. W 1880 ożenił się z Ludmiłą z Mikorskich, kompozytorką i śpiewaczką. W latach 1880–1882 publikował stale w „Przeglądzie Tygodniowym”, „Nowinach” i „Ateneum”. W 1881 był prezesem Koła Polskiego oraz założycielem towarzystwa kulturalnego Ognisko Polskie.
Po powrocie ze studiów zamieszkał w Warszawie, gdzie na krótko związał się ze środowiskiem pozytywistów. Od 1882 był członkiem kolegium redakcyjnego pisma „Niwa”. W połowie lat osiemdziesiątych XIX wieku w wyznawanych przez niego poglądach dokonał się zasadniczy zwrot – stał się czołowym publicystą obozu młodych konserwatystów. W tym czasie podjął współpracę z pismami: „Słowo”, „Wiek”, „Rola”.
Od 1889 przebywał w Paryżu, skąd w latach dziewięćdziesiątych XIX wieku pisywał do warszawskiego pisma „Wędrowiec”. W 1910 przeniósł się do Lwowa, gdzie do 1914 redagował „Kronikę Powszechną”. Przez kilka lat był także redaktorem serii wydawniczej „Biblioteki Dzieł Wyborowych”, która przybliżała polskiemu czytelnikowi dorobek prozaików polskich i zagranicznych. Po wybuchu I wojny światowej wyjechał do Wiednia. Do Warszawy powrócił w 1915. Spoczywa na cmentarzu Powązkowskim w Warszawie (kwatera 24-4-26).
Teodor Jeske-Choiński był ojcem Heleny Mężyńskiej, która była żołnierzem AK i została rozstrzelana 26 lipca 1944. Pośmiertnie odznaczona została Krzyżem Walecznych i orderem Virtuti Militari.

## Twórczość

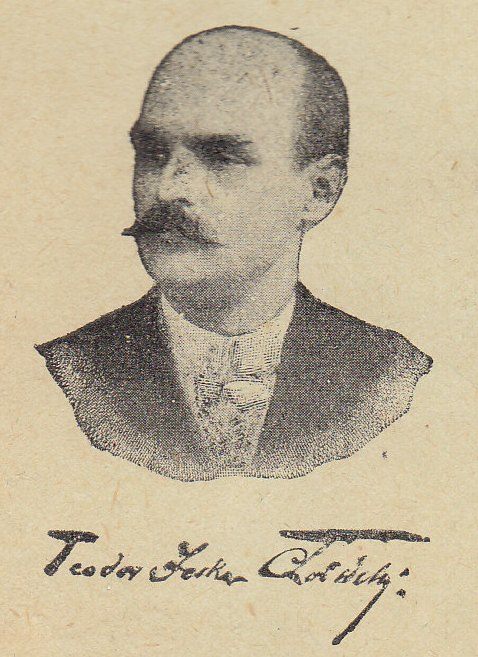
Teodor Jeske-Choiński – zdjęcie wraz z autografem

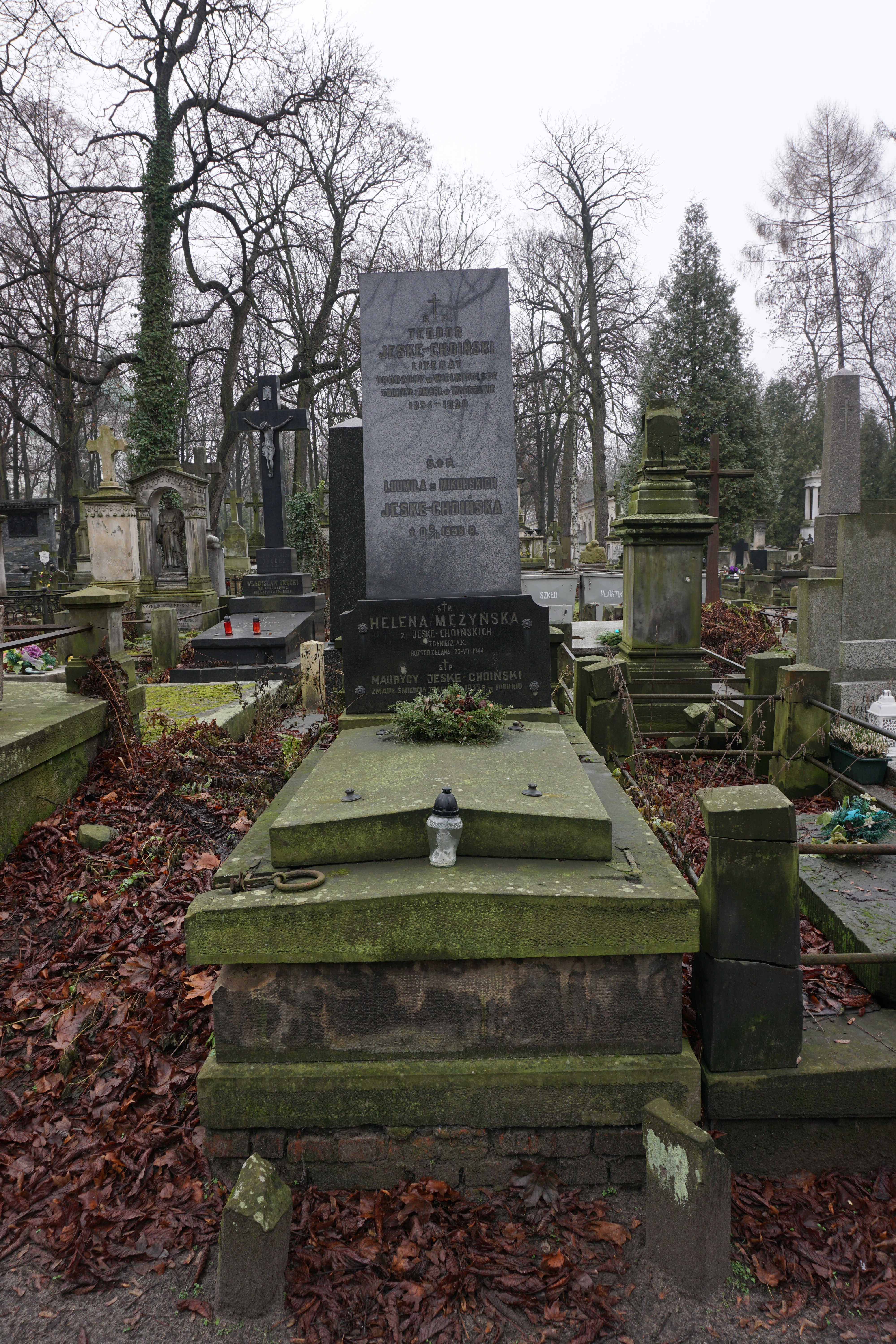
Grób Teodora Jeske-Choińskiego na cmentarzu Powązkowskim

Jeske-Choiński tworzył „w opozycji” do swego największego rywala (i osobistego przyjaciela zarazem), jakim był Henryk Sienkiewicz. Nie pisał „ku pokrzepieniu serc” i większą wagę przywiązywał do zgodności treści swych dzieł z faktami historycznymi, ale po to, aby dać wyraz przywiązaniu do tradycyjnych i uniwersalnych wartości europejskich: dziedzictwa antycznego Rzymu, katolicyzmu i cywilizacji łacińskiej. Był autorem ok. 30 powieści, dramatów i nowel o tematyce historycznej i współczesnej. Ogólnoeuropejski wymiar twórczości Jeske-Choińskiego był uzupełnieniem twórczości Sienkiewicza, która skupiała się na wymiarze narodowym.
Popularność przyniosły mu powieści historyczne. Był pisarzem, który podejmował tematy uniwersalne, sięgał do czasów starożytnego Imperium Rzymskiego, opisując walkę toczoną przez pierwszych chrześcijan ze stronnikami porządku rzymskiego, broniącymi swych starożytnych bogów. Pierwsza z nich to Gasnące słońce. Powieść z czasów Marka Aureliusza (1895), kolejna to Ostatni Rzymianie. Powieść z czasów Teodozjusza Wielkiego (1897). Żadna z tych powieści nie została przyjęta przychylnie przez krytykę. Przeciw autorowi wysuwano zarzut, iż wysławia w nich czcicieli bóstw pogańskich, a zwycięstwo chrześcijaństwa sprowadza do gry namiętności ludzkich, z pobudkami najpospolitszymi i najniższymi. Przeciwnicy nie dostrzegli tego, co było najważniejsze dla autora – zaakcentowania więzi łączących starożytną cywilizację antyczną z cywilizacją chrześcijańską.
Twórczości m.in. Teodora Jeske-Choińskiego została poświęcona rozprawa doktorska Macieja Nowaka Koncepcje dziejów w powieściach historycznych wydana przez KUL w 2009 (ISBN 978-83-7363-804-4).
W 2016 prezydent Andrzej Duda w ramach akcji „Cała Polska czyta dzieciom” przeczytał opowiadanie Teodora Jeske-Choińskiego pt. Triumf Zawiszy Czarnego.

## Poglądy
Jeske-Choiński był pisarzem, który jako pierwszy w literaturze polskiej postawił tezę, że gmach cywilizacji europejskiej opiera się na czterech filarach: filozofii greckiej, prawie rzymskim, religii chrześcijańskiej i germańskiej instytucji królestwa. Rozważając zagadnienie upadku cesarstwa rzymskiego odrzucał pogląd w rodzaju „Rzym skończył się”. Będąc miłośnikiem antyku, bronił opinii, że wraz z upadkiem pogańskiego Rzymu wypełniło się jego prawdziwe przeznaczenie, polegające na przechowaniu dawnego ładu trwałych grecko-rzymskich fundamentów, mających posłużyć następcom – nowym Rzymianom – do wzniesienia europejskiej cywilizacji chrześcijańskiej.
Powieścią, która przyniosła Jeske-Choińskiemu międzynarodową sławę, była Tiara i korona (1900). To dwutomowe dzieło odtwarzało dzieje konfliktu, jaki w XI wieku podzielił średniowieczną Europę: papiestwa, reprezentowanego przez Grzegorza VII, z cesarstwem Henryka IV. Na stronach tej powieści uwidacznia się postawa autora, który dążył do obiektywnej i bezstronnej oceny obu stron. Wiele uwagi w swojej twórczości poświęcił także innemu wydarzeniu z historii europejskiej – rewolucji francuskiej. Odzwierciedleniem jego historiozoficznych poglądów na ten temat była trylogia: Błyskawice (1907), Jakobini (1909) i Terror (1911), w której przedstawiał rozkład moralny ówczesnego społeczeństwa francuskiego i odrażające aspekty rewolucji. Została ona poprzedzona studium o charakterze popularnonaukowym, zatytułowanym Psychologia Rewolucyi Francuskiej (1906). Autor głosił w nim pogląd o konstruktywnym wymiarze konserwatyzmu i potępiał jednocześnie wszelkie formy radykalizmu politycznego. Trylogia została wznowiona w 2019 roku przez Wydawnictwo Diecezjalne w Sandomierzu i opatrzona przedmową prof. Marka Kornata.
Jeske-Choiński nie ignorował w swej twórczości tematyki polskiej. Dowodem tego były powieści o tematyce współczesnej autorowi: Trzeźwi (1885), Narwańcy (1888), oraz historyczne: Po złote runo (1892) oraz O mitrę hospodarską (1904), której akcja rozgrywa się w realiach Rzeczypospolitej ostatnich Jagiellonów. Powieści były wymierzone ideowo przeciw dominującym modom współczesnego świata. Przekazywały pogląd, że jeżeli życie społeczne przestaje opierać się na trwałych zasadach moralnych, to także prawo przestanie być przestrzegane, co w konsekwencji spowoduje upadek państwa. Jeske-Choiński przedstawiał w powieściach pochwałę tego, co uważał za prawdziwego, zdrowego ducha Europy. Pisarskie zdolności poświęcił obronie tradycyjnych wartości. Krytykował modernistyczną wizję nowego człowieka wyzutego z moralności i zobowiązań społecznych, odwracającego się od dziedzictwa kulturowego, religii i tradycji. Przemiany związane z epokami pozytywizmu i następującego po nim modernizmu chętnie porównywał do czasów upadku starożytnego Imperium Rzymskiego. Poglądy te znalazły odzwierciedlenie w studiach: Na schyłku wieku (1894), Rozkład w życiu i literaturze (1895) oraz Dekadentyzm (1905). Jako głęboko wierzący katolik, zwalczał przejawy dekadencji w życiu społecznym i obyczajowym, występował też stanowczo przeciwko rozwijającemu się ruchowi socjalistycznemu, czego wyrazem był m.in. pamflet utrzymany w konwencji antyutopii Po czerwonym zwycięstwie. Jako uznany krytyk i pisarz miał duże możliwości oddziaływania. Osobnym rodzajem literackiej aktywności Jeske-Choińskiego była publicystyka krytyczno-literacka, obejmująca kilka tysięcy szkiców i artykułów prasowych. To on był autorem terminu pozytywizm, określającego całość polskiego życia kulturalnego od lat 60. do 80. XIX w.
Jego powieści były one tłumaczone na wiele języków obcych i cieszyły się dużą poczytnością. Dorobek literacki Jeske-Choińskiego został jednak w XX w. zapomniany. Wiele lat po jego śmierci, w rządzonej przez komunistów Polsce jego pisarstwo również nie było dobrze widziane, a rozpowszechnione wówczas sądy są do dziś przytaczane. 

### Stosunek do Żydów
W poglądach politycznych był on konserwatystą, którego światopogląd ewoluował ku nacjonalizmowi, pozostając w wyraźnej opozycji do dominującej wówczas opcji konserwatywno-ugodowej. Jak sam napisał po latach, jego program młodokonserwatywny był tożsamy z tym, jaki wówczas prezentowała prawica narodowo-demokratyczna. Elementem, który zbliżał Jeske-Choińskiego do narodowej demokracji, było zainteresowanie problematyką żydowską. Dzięki pracy w archiwach kościelnych zebrał materiał do pracy poświęconej procesowi chrzczenia Żydów w Polsce, wydanej pt. Neofici polscy (Warszawa, 1904). Stosunek Jeske-Choińskiego do Żydów był zdecydowanie niechętny, wyrażający się w przekonaniu o konieczności obrony cywilizacji chrześcijańskiej przed rozkładową działalnością społeczności żydowskiej. Tematykę tę rozwijał w książkach: Poznaj Żyda! (1912), Historia Żydów w Polsce (1919) i innych.

## Późniejsze wydania Jeske-Choińskiego
W 1951 wszystkie jego utwory zostały wycofane z polskich bibliotek oraz objęte cenzurą. W latach pięćdziesiątych nakładem katowickiego wydawnictwa „Śląsk” zostały ponownie wydane Gasnące słońce (1957) i Ostatni Rzymianie (1958). Powieść tę wznowił w 1989 warszawski Instytut Prasy i Wydawnictwo „Novum”. W tym samym roku ukazała się Tiara i korona. Nieco wcześniej, w 1983 nakładem drugoobiegowej Officyny Liberałów została wydana powieść Po czerwonym zwycięstwie. W 2016 roku Wydawnictwo Diecezjalne w Sandomierzu wznowiło powieści historyczne Teodora Jeske-Choińskiego pt. Tiara i korona i O mitrę hospodarską. Wydano też w różnych wydawnictwach m.in. Gasnące słońce (2005), Błyskawice (2006), Dekadentyzm (2009), Historia Żydów w Polsce (2018) oraz wiele innych książek.

## Twórczość

### Powieści, nowele
- 1878 Pierwsza miłość: powieść z XVIII w. (wyd. Lwów)
- 1879 Syn burmistrza: obrazek z niedawnej przeszłości (wyd. Lwów)
- 1880 Straceniec: powieść (wyd. Lwów)[12]
- 1881 Za winy ojców (powieść, wyd. Warszawa)
- 1883 Przednia straż: zarys do obrazu społecznego (wyd. Warszawa)
- 1885 Trzeźwi: powieść społeczna[13] (zmieniony, przerobiony tekst „Przedniej straży” z 1883, wyd. Warszawa)
- 1885 Niedobitek: kartka z najbliższej przeszłości (wyd. Warszawa)
- 1886 Stłumione iskry: opowieść[14] (wyd. Warszawa)
- 1887 Narwańcy: powieść (tylko w odcinkach w czasopiśmie „Rola” w 1887-1888)
- 1887 Z popiołów: powieść (tylko w odcinkach w czasopiśmie „Życie”)
- 1888 Nad Wartą: powieść (wyd. Kraków)
- 1888 Z kulą u nogi: opowieść (wyd. Warszawa)
- 1892 Po złote runo: powieść współczesna[15] (wyd. Warszawa)
- 1893 W pętach: powieść współczesna[16] (wyd. Warszawa)
- 1894 Bez wyboru. Opowieści, jakich wiele (wyd. Warszawa)
- 1895 Gasnące słońce: powieść z czasów Marka Aureliusza (wyd. Warszawa)
- 1895 Majaki: niedokończona kartka z chwili bieżącej[17] (powieść, wyd. Warszawa)
- 1897 Ostatni Rzymianie: powieść z czasów Teodozjusza Wielkiego (wyd. Warszawa)
- 1900 Tiara i korona: powieść historyczna z czasów Grzegorza VII (wyd. Warszawa)
- 1901 Trubadurowie: nowela historyczna[18] (wyd. Warszawa)
- 1903 Różycki: Powieść na tle stosunków poznańskich (zmieniony, przerobiony tekst powieści „Nad Wartą” z 1888)
- 1904 O mitrę hospodarską: powieść historyczna z XVI stulecia[19] (wyd. Warszawa)
- 1905 Z miłości (wyd. Warszawa)
- 1906 Nowele historyczne[20] (wyd. Warszawa)
- 1906 Małżeństwo, jakich wiele: studium powieściowe[21] (wyd. Warszawa)
- 1907 Błyskawice: powieść historyczna z czasów rewolucji francuskiej (wyd. Warszawa)
- 1909 Jakobini: powieść historyczna z czasów rewolucji francuskiej[22][23] (wyd. Warszawa)
- 1909 Po czerwonym zwycięstwie. Obraz przyszłości[24] (wyd. Warszawa)
- 1911 Sąd Boży. Obrazek z XII stulecia[25] (wyd. Lwów)
- 1911 Terror: powieść historyczna z czasów rewolucji francuskiej (wyd. Warszawa)
- 1913 W pętach wolnej miłości: powieść współczesna[26] (wyd. Warszawa)
- 1917 Demon Odrodzenia: powieść historyczna z czasów włoskiego Odrodzenia[27][28] (wyd. Warszawa)
- 1918 Przyjaciółki, przyjaciele, żony i różnego rodzaju typy niewieście[29] (opowiadania, Warszawa)
- 1919 Na Kosowym Polu: opowieść z dziejów Serbii w XVI w.[30] (wyd. Warszawa)
- 1920 Paskarze: powieść[31] (wyd. Warszawa)
- 1920 Rycerz – bandyta: opowiadanie z XV wieku[32] (wyd. Poznań)

Źródło: Dawni pisarze polscy, Tom 2.

### Prace krytycznoliterackie i in.
- 1883 Dramat niemiecki XIX w. Studium literackie (wyd. Warszawa)
- 1884 Epopeja rycerska Niemców: Das Deutsche Ritterepos. Studium historycznoliterackie (wyd. Warszawa)
- 1885 Henryk Heine: portret literacki (wyd. Kraków)
- 1885 Pozytywizm warszawski i jego główni przedstawiciele[34] (wyd. Warszawa)
- 1888 Typy i ideały pozytywnej beletrystyki polskiej[35] (wyd. Warszawa)
- 1888 Historyczna powieść polska: studium krytycznoliterackie (w odcinkach w czasopiśmie „Niwa”)
- 1891 Po latach dwudziestu pięciu (wyd. Warszawa)
- 1893 Ofiara pozytywizmu (wyd. Warszawa)
- 1894 Na schyłku wieku: studium (w 1905 wyd. rozszerzone w tomie pt. „Dekadentyzm”)
- 1895 Rozkład w życiu i literaturze: studium[36] (wyd. Warszawa, w 1905 wyd. rozszerzone w tomie pt. „Dekadentyzm”)
- 1899 Historyczna powieść polska: Od Niemcewicza do Kaczkowskiego[37] (zmieniony wcześniejszy tekst z „Niwy”, wyd. Warszawa)
- 1905 Dekadentyzm[38] (wyd. Warszawa)
- 1905 Pozytywizm w nauce i literaturze[39] (artykuły krytycznoliterackie, wyd. Warszawa)
- 1912 Poznaj Żyda![40] (wyd. Warszawa)
- 1914 Seksualizm w powieści polskiej[41] (wyd. Warszawa)
- 1914 Żyd w powieści polskiej: studium[42] (wyd. Warszawa)
- 1916 Ludzie Renesansu: sylwetki[43] (wyd. Warszawa)

Źródło: Dawni pisarze polscy, Tom 2.

### Dramaty
- 1891 Na straconym posterunku: dramat współczesny[44] (wyd. Warszawa)
- 1896 Ostatni akt: dramat w 4 aktach (fragmenty drukowane w „Kurierze Warszawskim”; sztuka wystawiona w 1893 we Lwowie)

Źródło: Dawni pisarze polscy, Tom 2.